# Kaserne (Berner Quartier)

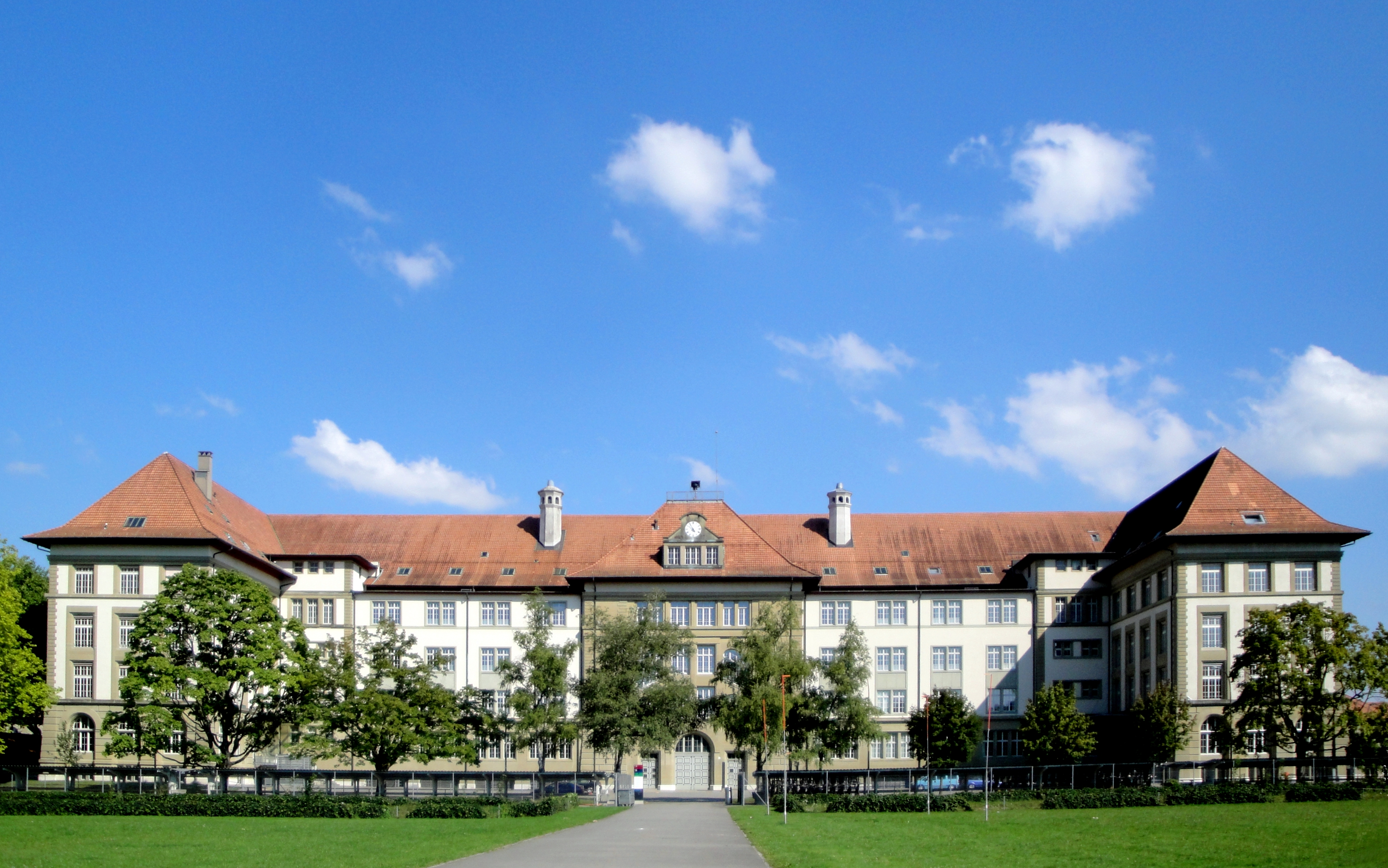
Hauptgebäude der General-Guisan-Kaserne

Die Kaserne ist ein Quartier der Stadt Bern. Es gehört zu den 2011 bernweit festgelegten 114 gebräuchlichen Quartieren. Es gehört zum Stadtteil V Breitenrain-Lorraine und dort zum statistischen Bezirk Spitalacker. Es umfasst den Teil der General-Guisan-Kaserne Beundenfeld, der westlich der Papiermühlestrasse liegt. Östlich im namensgebenden Beundenfeld setzt sich das Militärgelände fort, dort befindet sich z. B. das Nationale Pferdezentrum. Weitere angrenzende Quartiere sind Spitalacker, Breitenrain, Breitfeld und Wankdorffeld.
Im Jahr 2022 lebten dort 1097 Einwohner, davon 913 Schweizer und 184 Ausländer.
Die 1878 erbaute Kaserne wurde von 1999 bis 2003 saniert. Dort hat das Berner Amt für Bevölkerungsschutz, Sport und Militär (BSM) seinen Sitz. Im Süden befindet sich die Hochschule der Künste Bern (HKB), als Departement der Berner Fachhochschule (BFH) mit dem Fachbereich Musik und der Musikbibliothek. Eine Konzentration der Departemente Gesundheit, Soziale Arbeit, Wirtschaft und der Hochschule der Künste Bern in einem gemeinsamen Campus im Weyermannshaus ist für Herbst 2026 vorgesehen.
Zwischen Beundenfeldstrasse/Militärstrasse und Breitenrainplatz/Rodtmattstrasse gibt es eine Wohnbenbauung (mehrstöckige Reihenhäuser). Es gab immer wieder Konzepte einer Umnutzung des Geländes (z. B. Projekt Quanterra 2007). Auch später gingen Ideen Richtung Kulturraum und Wohnungen, unter Beibehalt möglichst vieler Grünflächen für die Naherholung. Der Mietvertrag für das VBS wurde aber um 20 Jahre (bis 2048) vom Kanton verlängert. Dennoch gibt es weiter Stimmen, dass das Quartier «stark unternutzt» sei.